# علم الأحياء الدقيقة الطبي

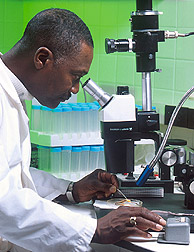

علم الأحياء الدقيقة الطبي يعدّ فرع من فروع الطب والأحياء الدقيقة التي تتعامل مع الأحياء الدقيقة والتي تتضمن البكتيريا والفيروسات والطفيليات والفطريات التي تكون مهمة طبياً ولها القدرة على احداث الأمراض في الكائن البشري. آلية حدوث المرض وانتشار المرض تكون لها صلة بدراسة علم المناعة وعلم الأمراض. في المختبرات الطبية، يكون أخصائي الأحياء الدقيقة يعمل أيضاً في قسم الطفيليات. النظام يتضمن اربع نقاط رئيسية من الأنشطة:
1. توفير الاستشارات السريرية وتكون على التشخيص والعلاج والفحص.
2. تأسيس برامج للسيطرة على العدوى.
3. الصحة العامة ومنع الأمراض القابلة للانتقال.
4. التوجة العلمي لمختبر تشخيص الأحياء الدقيقة.

بالإضافة لهذه الأنشطة، يكون للأخصائيين أيضاً دور في التعليم والبحث.
لمعرفة طبيعة الميكروبات الممرِضة، تم تطوير علم الامصال. عبر تطور التطعيمات ضد الكائنات الغازية للجسم كشلل الأطفال والسل..

## تعليم الأحياء الدقيقة السريرية

### الولايات المتحدة الأمريكية
يمكن للأطباء أن يشاركوا في زمالة تدريب الأحياء الدقيقة الطبية التي تكون معتمدة بواسطة Accreditation Council for Graduate Medical Education (ACGME) بعد إكمال التدريب في علم الأمراض. أما الأشخاص غير الأطباء فيمكنهم الدخول في برنامج Committee on Postgraduate Educational Programs (CPEP). وهنالك 12 مستشفى في الولايات المتحدة توفر التدريب:
- Yale-New Haven المركز الطبي
- جامعة إيموري
- جامعة إنديانا
- جامعة آيوا
- جامعة جونز هوبكنز
- جامعة هارفرد
- مايو كلينيك
- جامعة ديوك
- كليفلاند كلينيك
- جامعة بنسلفانيا
- جامعة تكساس الجنوبية الغربية
- جامعة يوتاه [

وفقاً لـ Accreditation Council for Graduate Medical Education (ACGME) ,جامعة بنسيلفينا لم تعد تقدم هذا التدريب. وجامعة شيكاغو تقدم هذا التدريب الآن. ولكنه غير متوفر على شبكة الإنترنت.

### فرنسا
هذا التدريب يتضمن علم الأمراض السريري والتي يتم اختياره مع نهاية أول سنتين.